# Zina
Zina is een Nederlandse dramaserie van Michael Middelkoop. 

## Synopsis
De serie gaat over Amal, Lamya, Sofia, Nisrine en Samira, vijf vriendinnen van Marokkaans-Nederlandse afkomst, die proberen om te gaan met hun positie tussen de Marokkaanse cultuur en de Hollandse polderrealiteit en hun onstilbare drang om te worden wie ze willen zijn. Zo lijkt Amal haar leven op de rit te hebben: ze heeft een baan, een huis en staat op het punt te trouwen met de ideale schoonzoon Younes. Maar juist dit alles doet haar twijfelen aan alle verwachtingen die haar door anderen en door zichzelf worden opgelegd.

## Lijst met afleveringen
Seizoen 1: dec 2021 - jan 2022
- 1-01: Fuck de lijstjes
- 1-02: Tweeling
- 1-03: Keuzes maken
- 1-04: Nooit meer zwijgen
- 1-05: Niet gepland
- 1-06: Even helemaal losgaan
- 1-07: Familie is er altijd
- 1-08: Sisterhood

Seizoen 2: okt - nov 2024
- 2-01: Bledi
- 2-02: Marriage material
- 2-03: #Tradwife
- 2-04: Manifesteren
- 2-05: Girl math
- 2-06: Lamyaheimer
- 2-07: Selfcare
- 2-08: Bye bye, beslama 3lik

## Rolverdeling
- Soumaya Ahouaoui: Amal Mourabit
- Dunya Khayame: Nisrine Ben Salah
- Jouman Fattal: Sophia Aït Haddou
- Asma El Mouden: Lamya Idrissi
- Sofia Yousfi: Samira Mourabit